# 龐太樸
龐太樸。山西高平縣人，清朝政治人物、同進士出身。

## 生平
明崇禎十五年（1642年）壬午科山西鄉舉人，清顺治三年（1646年）登进士，授陝西華容縣知縣。